# Michel Gervais
Pour les articles homonymes, voir Gervais.
Michel Gervais (né le 27 mai 1944 à Lévis et mort le 8 mai 2022) était un professeur d'université canadien, 22e recteur de l'Université Laval de 1987 à 1997.

## Biographie
Michel Gervais étudie  la théologie et la philosophie à l'Université Laval et obtient un doctorat en théologie de l'Université pontificale Saint-Thomas-d'Aquin, à Rome. Il a été professeur à l'Université Laval de 1966 à 2000, vice-recteur à l'enseignement et à la recherche de 1982 à 1987 et recteur de 1987 à 1997,. 
Il a reçu des doctorats honorifiques des universités Bishop's, McGill, du Manitoba et de Montréal et a été nommé Officier de l'Ordre national du Mérite de France (1991), de l'Ordre du Canada (1993) et de l'Ordre national du Québec (1999). 
Pendant son mandat de recteur, ses pairs l'ont élu président de la Conférence des recteurs et des principaux des universités du Québec (CREPUQ), de l'Entraide universitaire mondiale du Canada (EUMC), de l'Association des universités et collèges du Canada (AUCC) et de l'Agence universitaire de la Francophone (AUF). 
Après son rectorat, Michel Gervais est devenu président de la Commission des universités sur les programmes, mise sur pied par la CRÉPUQ, puis, en 2000, directeur du Centre hospitalier Robert-Giffard et du Centre de recherche Université Laval/Robert-Giffard (Institut universitaire en santé mentale de Québec), poste qu'il a quitté en 2008. Il a été président de l'Association québécoise d'établissements de santé et de services sociaux de 2012 à 2015. Il est mort en mai 2022, à 77 ans.

## Publications

### Participation à des ouvrages collectifs
- Le Christ, hier, aujourd’hui et demain. Actes du colloque de christologie, sous la direction de R. Laflamme et M. Gervais, P.U.L. Québec 1976
- Université, recherche et société, colloque du 125e anniversaire de l’Université Laval, sous la direction de Paul-N Bourque et Michel Gervais, Université Laval, 1978.
- Furger, P, M. Gervais et F. Le Blanc, 33 histoires vraies racontées par des médecins, Tomes 1 et 2, Québec, Éditions D&F, 2013.